# Stephen Geoghegan
Stephen Geoghegan (Dublino, 30 giugno 1970) è un ex calciatore irlandese, di ruolo attaccante.
Riscosse successo in Irlanda negli anni novanta, decennio in cui risultò quattro volte capocannoniere della massima divisione irlandese.
In carriera ha siglato 141 reti nella massima lega irlandese; oggi è quinto nella classifica marcatori di tutti i tempi.

## Palmarès

### Club
- Campionato irlandese: 4

Shamrock Rovers: 1993-1994
Shelbourne: 1999-2000, 2000-2001, 2003
- Coppa d'Irlanda: 3

Shelbourne: 1996, 1997, 2000
- Coppa di Lega irlandese: 1

Shelbourne: 1996

### Individuale
- Giocatore dell'anno della PFAI: 1

1994
- Capocannoniere della FAI Premier Division: 4

1994, 1996, 1997, 1998